# Lithacodia scapha
Lithacodia scapha är en fjärilsart som beskrevs av Saalmüller 1891. Lithacodia scapha ingår i släktet Lithacodia och familjen nattflyn. Inga underarter finns listade i Catalogue of Life.